# Перша битва за Тиргу-Фрумос

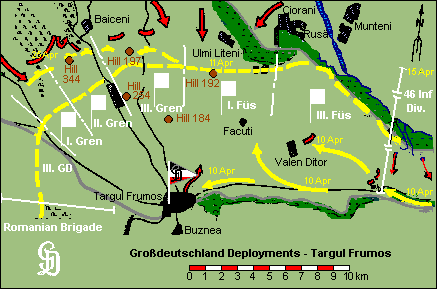
Карта боїв за Тиргу-Фрумос у першій битві. Квітень 1944

Перша битва за Тиргу-Фрумос (9 квітня — 12 квітня 1944) — бойові дії військ 2-го Українського фронту генерал-полковника І.Конєва під час першої Яссько-Кишинівської операції на Східному фронті Другої світової війни у квітні 1944 року.
На початку квітня 1944 віддала наказ про продовження успішного стратегічного наступу у південно-західній Україні та Молдові на територію Румунії з метою виходу на Балканський півострів. 5 квітня війська генерала Конєва підійшли до околиць румунських міст Тиргу-Фрумос та Ботошані й 8 числа здійснили спробу опанувати їх. 4-та румунська армія, що обороняла цю ділянку фронту, була посилена німецькими військами. У ході боїв радянські війська захопили Тиргу-Фрумос, проте, після підходу резерву 8-ї польової армії панцер-гренадерської дивізії «Гросдойчланд» під командування Г.фон Мантойфеля, німці розпочали контрнаступ і незабаром відбили місто. Ввечері 10 квітня, після 48 годин безперервних вуличних боїв, німецькі панцергренадери вибили радянські війська та закріпилися північніше Тиргу-Фрумос. Епізодичні бої між німецько-румунськими та радянськими формуванням тривали ще до 12 квітня, доки фронт остаточно не стабілізувався.

## Історія

### Передумови
5 березня 1944 року командувач 2-го Українського фронту генерал-полковник І.Конєв розпочав Умансько-Ботошанську операцію у південній Україні. В результаті успішного проведення стратегічної операції німецька група армій «Південь» зазнала серйозної поразки, а між 1-ю танковою та 8-ю польовою арміями виявився прорив у оперативній побудові військ. На початку квітня радянські війська вийшли до румунських кордонів.
На фоні обстановки, що утворилася, Ставка ВГК віддала 2-му та 3-му Українським фронтам наказ сумісними діями продовжити наступ у західному напрямку та розширити глибину просування Червоної армії, аж до території західної Румунії. У подальшому радянське командування сподівалося прорвати оборону військ країн Осі на південному фланзі німецько-радянського фронту та увірватися на Балканський півострів, тим самим змусити Румунію і Болгарію вийти з війни. Загальним задумом операції передбачалося розгромити послаблені формування німецько-румунських військ у північно-східної частині Королівства Румунія, опанувавши стратегічні міста Ясси та Кишинів, а також Плоєшті та Бухарест.
5 квітня війська 2-го Українського фронту генерала І.Конєва з ходу форсували верхню течію Дністра та Прута, захопили Хотин та Дорохой й наблизилися до Тиргу-Фрумос і Ботошані. Оборону на цих рубежах тримали тільки легкоозброєні та кволі формування румунської легкої піхоти.
8 квітня 1944 року 27-ма (генерал-лейтенант С.Трофименко) та 40-ва радянські армії (генерал-лейтенант П.Жмаченко) за підтримки 2-ї танкової армії генерал-лейтенанта танкових військ С.Богданова здійснили спробу потужним ударом знести хирляву оборону противника поблизу Тиргу-Фрумос. Одночасно, війська 52-ї армії генерала К.Коротеєва та 6-ї танкової армії генерал-лейтенанта А.Кравченко завдавали допоміжного удару північніше Ясс, намагаючись розтрощити оборонний фронт румунських військ та вийти на оперативний простір.
У той час, як радянські війська генерала І.Конєва готувалися до прориву ворожої оборони біля Тиргу-Фрумос, 8-ма польова армія генерала Отто Велера вела запеклі бої в та поблизу села Попрікань, у 14 км північніше за Ясси, де два радянських корпуси стинали з німецькою танковою бронегрупою, відволікаючи увагу німецького командування від напрямку головного удару.
Найближчим завданням наступу 2-го Українського фронту було вихід на рубіж Тиргу-Фрумос—Пашкань—Тиргу-Нямц на відстані 50-100 західніше за Ясси. Три стрілецькі дивізії 51-го стрілецького корпусу просувалися на південь у напрямку Пашкань, ще дві радянські дивізії наступали діяли північніше за Тиргу-Нямц. Східніше сім стрілецьких дивізій 35-го гвардійського та 33-го стрілецьких корпусів 27-ї армії здійснювали спробу прорватися поздовж річки Прут та змісити війська 8-ї румунської піхотної дивізії відступити в напрямку на Хирлеу, у 27 км північніше за Тиргу-Фрумос. Одночасно, 2 дивізії 33-го стрілецького корпус за підтримки двох корпусів 2-ї танкової армії діяли проти 7-ї румунської піхотної дивізії поблизу цього міста.

### Склад сторін

#### СРСР
- 2-й Український фронт (командувач генерал-полковник І.Конєв)
  - 2-га танкова армія (командувач генерал-лейтенант танкових військ С.Богданов)
  - 27-ма армія (командувач генерал-лейтенант С.Трофименко)
    - 35-й гвардійський стрілецький корпус
    - 33-й стрілецький корпус

  - 40-ва армія (командувач генерал-лейтенант П.Жмаченко).
    - 51-й стрілецький корпус

#### Країни Осі

##### Німеччина
- 8-ма польова армія (командувач генерал від інфантерії Отто Велер)
  - панцер-гренадерська дивізія «Гроссдойчланд» (командир генерал-лейтенант Гассо фон Мантойфель)
  - 24-та танкова дивізія (командир генерал-лейтенант Максиміліан фон Едельсхайм)

##### Румунія
- 4-та армія (командувач корпусний генерал Й.Раковіце)
  - 1-й армійський корпус
  - 4-й армійський корпус

### Битва
Зранку 9 квітня війська радянського ударного угруповання перейшли в наступ. В авангарді 27-ї армії генерал-лейтенанта С.Трофименко діяли дві стрілецькі дивізії 35-го гвардійського стрілецького корпусу, що завдавав удару в південному напрямку з району Хирлеу на Тиргу-Фрумос. Радянські війська розгромили румунські підрозділи, що обороняли Тиргу-Фрумос, захопили навколишні населені пункти та продовжили наступ вперед. У бій був введений другий ешелон з одної повітряо-десантної та одної стрілецької дивізій. Незабаром підрозділи 42-ї гвардійської стрілецької дивізії опанували Пашкань, який обороняла румунська 6-та піхотна дивізія.
Тим часом, передові загони 2-ї танкової армії генерала Богданова просувалися східніше від Тиргу-Фрумос, підтримуючи війська 27-ї армії. Німецьке командування 8-ї армії швидко відреагувало на такий перебіг подій й кинуло в бій свій резерв — панцер-гренадерську дивізію «Гросдойчланд» Г.фон Мантойфеля. Окремими тактичними групами панцергренадери ув'язалися в бій за місто Тиргу-Фрумос на південній його околиці та незабаром опанували невеликий плацдарм. Бачачи такий розвиток ситуації, Червона армія перенацілила до району битви ще дві дивізії 35-го гвардійського корпусу, які вступили в бій з німецькою елітною частиною.
Зранку 10 квітня 1944 року, дивізія «Гроссдойчланд», що нараховувала у своєму складі близько 160 танків, серед яких 40 «Пантер» та 40 «Тигрів», потужним ударом контратакувала у західному напрямку з Поду-Ілоаєй на Тиргу-Фрумос, у місті зав'язалися запеклі вуличні бої між німецькими та радянськими підрозділами. З південного напрямку у контрнаступ перейшли румунські 1-ша гвардійська та 7-ма піхотна дивізії, які змусили відступити радянські війська на північ. У напівоточенні в місті опинилися розрізненні угруповання радянських 206-ї стрілецької, 3-ї гвардійської повітрянодесантної та 93-ї гвардійської стрілецької дивізій, які билися по усьому Тиргу-Фрумосу невеликим осередками. Через 48 годин боїв, німецько-румунські війська остаточно захопили місто, формування Червоної армії дрібними групами прорвалися на північ і відійшли. З 12 квітня лінія фронту на північ від Тиргу-Фрумос відносно стабілізувалася.
Дивізія «Гроссдойчланд» зміцнила свої оборонні позиції навколо Тиргу-Фрумос, що утворювали широку дугу північніше міста. В резерві у генерал-лейтенанта Г.фон Мантойфеля залишився тільки його танковий полк, який він періодично залучав на знищення осередків опору радянських міст, що опинилися в румунському місті в пастці. На правом фланзі оборони навколо Тиргу-Фрумос свої позиції утримували підрозділи 24-ї танкової дивізії, що оборонялися на рубежі Поду-Ілоаєй—Лецкань-10 західніше Ясс.
Радянські формування, що вирвалися з оточеного міста були реорганізовані та перейшли до оборони поздовж рубежу, який утримували німці та румуни.